# Miocheries
Les Miocheries, op. 126, sont un cycle d'œuvres de la compositrice Mel Bonis, datant de 1928.

## Composition
Mel Bonis compose ses Miocheries pour piano en 1928. L'œuvre, comprenant onze destinataires, est publiée aux éditions Eschig en 1928.  Il s'agit de son quatrième album pour les enfants. L'ouvrage est illustré par Georges Dola.

## Structure
L'œuvre se compose de quatorze mouvements :
1. Première solitude, « pour commencer... »
2. Air connu, « pour Jeanine »
3. Ronde, « pour Daniel »
4. Le Moulin, « pour Étienne »
5. Fifille sage, « pour Huguette »
6. La leçon de solfège, « pour Claude »
7. À pas de loup, « pour Bernard »
8. Patineurs à roulettes, « pour Gilbert »
9. Croquemitaine, « pour eux tous »
10. Plutôt une vieille danse française, « pour Denise »
11. Joyeux scouts, « pour Guy »
12. Pique Nique, « pour Michel »
13. La Toute Petite s'endort, « pour Martine »
14. Les Noces de Polichinelle, « pour finir »

## Analyse
L'œuvre très facile et va en difficulté progressive. Chacune des quatorze pièces du recueil sauf la première, la neuvième et la dernière, sont dédiées à un de ses onze petits-enfants.

## Discographie
- no 13 : La Toute Petite s’endort – Bertrand Chamayou, piano (février 2020, Erato) (OCLC 1242055553) — dans Good Night!, avec 15 autres berceuses de Janáček à Brahms en passant par Glinka et Martinů, etc.

## Sources
- Étienne Jardin, Mel Bonis (1858-1937) : parcours d'une compositrice de la Belle Époque, 2020 (ISBN 978-2-330-13313-9 et 2-330-13313-8, OCLC 1153996478, lire en ligne)